# Клан Локхарт
Локхарт — один из кланов равнинной части Шотландии.

## История
Семейство прибыло в Шотландию в числе англо-норманов, которые прибыли на север в XII столетии. Они обосновались главным образом в графствах Ланарк и Эр, где до сих пор в названиях городов Симингтон и Стевенстон прослеживается история их основания Саймоном и Стивеном Локхарт. То, что семейство скоро приобрело выдающееся положение, показывает частота упоминания семейства в документах XII—XIII веков.

## Войны за независимость Шотландии икрестовые походы

Герб клана Локхарт

Саймон, 2-й лэрд Локхарт, сопровождал сэра Джеймса «Доброго» Дугласа, когда тот отправился с сердцем Брюса в крестовый поход в 1330 году. Он хранил ключ от шкатулки с сердцем, которую спас и возвратил в Шотландию, когда сэр Джеймс погиб в Испании сражаясь с маврами. После этого, как говорят, Локхарты получили свою фамилию в нынешней форме и герб — сердце в шкатулке.

## XVI—XVII века
7-й лэрд Локхарт был посвящён в рыцари Яковом IV, а в XVI веке 8-й лэрд был обвинен в фальшивомонетничестве. Его сын Алан, 9-й лэрд Локхарт, был приговорён к тюрьме за убийство Дэвида и Ральфа Вейров, и позже Локхарты были с этим семейством в постоянной вражде. Однако, в 1541 году он был оправдан и освобожден. В 1547 году Алан Локхарт из Ли был убит в битве при Пинки Клю.
Сэр Джеймс Локхарт (р. 1594) был назначен Карлом I джентльменом Тайного совета, был посвящен в рыцари и принял титул лорда Ли. Он также был назначен судьёй на скамью Верховного суда.

## Гражданская война
Во время Войн трех королевств Джеймс Локхарт был ревностным роялистом и был взят в плен в Алите в 1651 году. Его сын, сэр Уильям Локхарт из Ли, был выдающимся солдатом и участвовал в битве при Вустере в 1651 году. Но вскоре сменил взгляды и перешел на другую сторону, женившись на племяннице Оливера Кромвеля. В результате, при восстановлении Стюартов в 1660 году, переехал во Францию. Во Франции кардинал Мазарини предложил сделать его маршалом Франции.
Сэр Джордж Локхарт (1630—1689), второй сын сэра Джеймса Локхарта, лорда Ли, клерка лорда юстиции, стал одним из самых известных адвокатов. Он стал лордом-председателем Сессионного суда в 1685 году и был депутатом от Ланаркшира как в английском, так и в шотландском парламентах. В 1663 году он был посвящён в рыцари, а в 1681 году приобрел поместья Карнватов и Драйдена. Он был убит в пасхальное воскресенье 1689 года по дороге домой из церкви неудовлетворенным истцом по имени Кизли из Керсвелла и Далри.